# Ahlbergska huset

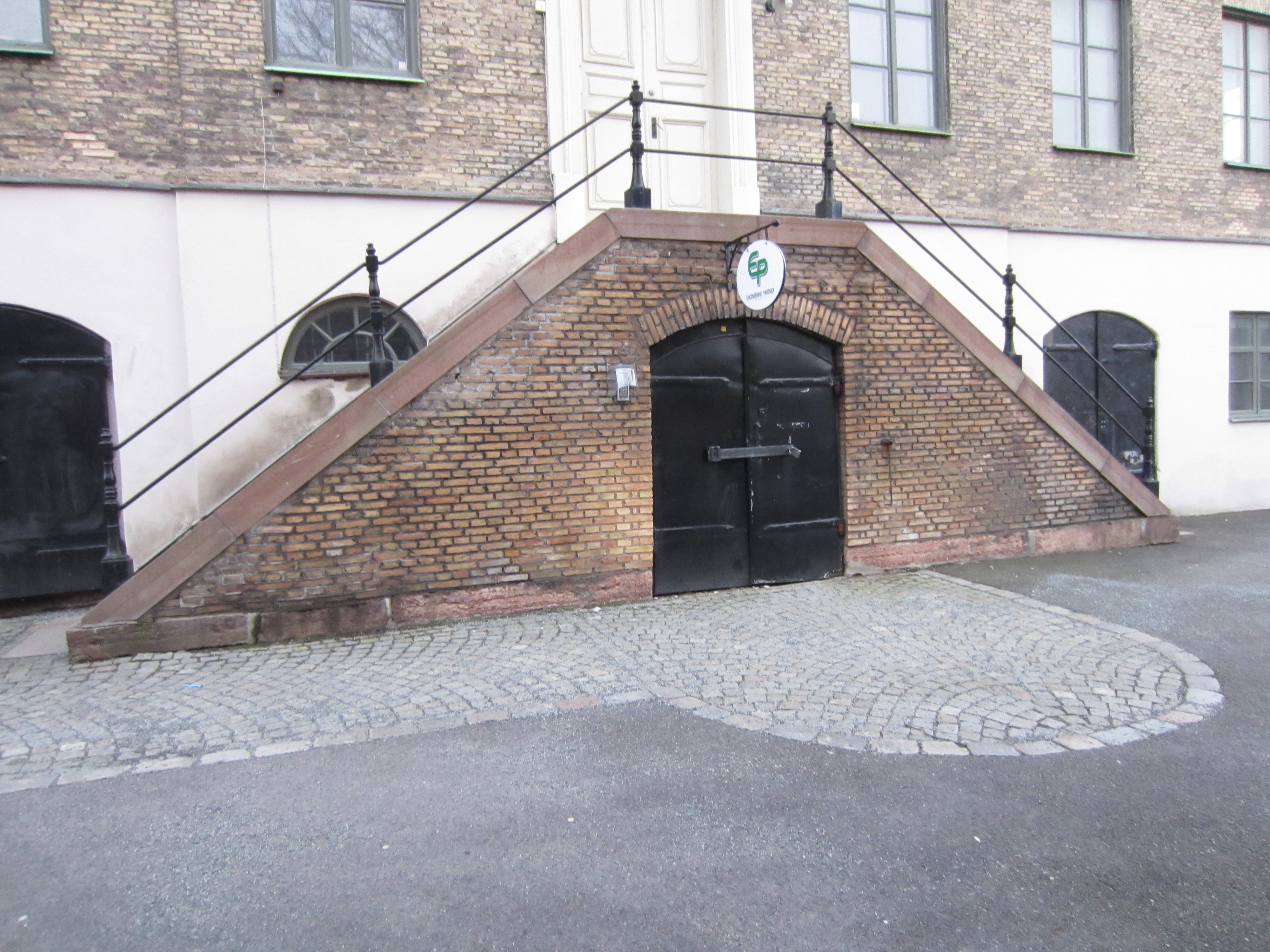
Den höga dubbeltrappan vid norra entréfasaden.

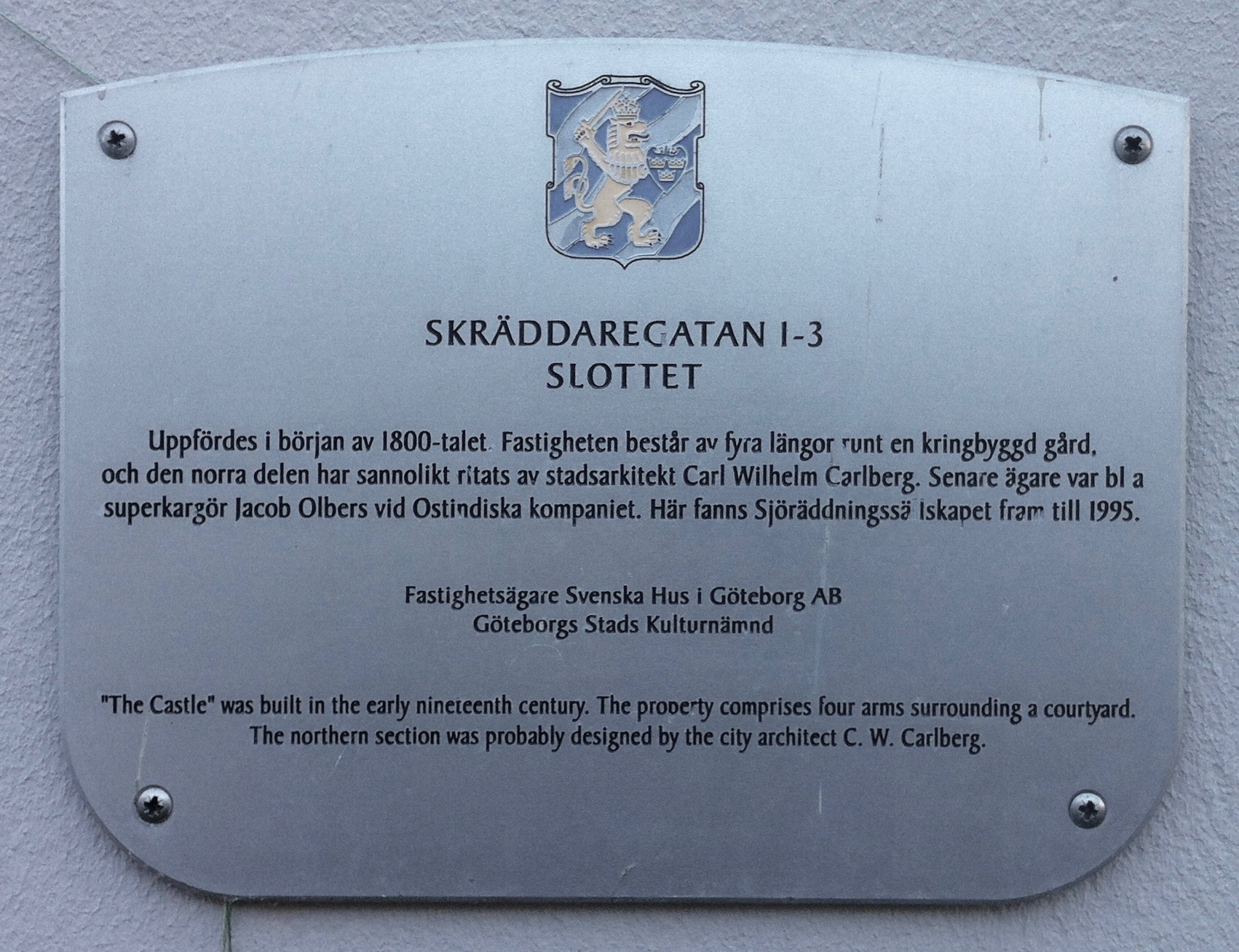
Plakett uppsatt av Göteborg stads Kulturnämnd och Svenska Hus i Göteborg AB på Ahlbergska huset. Informationsplaketten sattes upp som en del av Göteborgs stads kulturnämnds "Projekt Husmärkning" åren 2000–2001 med drygt hundra skyltar.

Ahlbergska huset, tidigare Sjöräddningens hus (lokalt) eller Sjöräddningssällskapets hus,  med fastighetsbeteckningen Inom Vallgraven 64:29, ligger vid Skräddaregatan 1-3 i Göteborg. Tidigare gatuadresser för huset har varit Södra Liden 1 och Sörliden 1.
Fastighetsbeteckning var tidigare  tomt nr 29 i kvarteret nr. 68 Bergväggen och före 1923 kvarteret nr 64 Branten. Kvartersnamnen syftar på, att huset är byggt vid en klippbrant på berget Otterhällans norra del. Tomtbeteckningen var före 1932: Fjärde roten nr 97 A-B.
Husets namn kommer av tullvaktmästare Johan Ahlberg, som köpte fastigheten 1873. Den stannade i familjens ägo till 1968. Nuvarande ägare till huset är Svenska Hus i Göteborg AB.
Ahlbergska huset är ett av Otterhällans äldsta hus och ett av de få i Göteborgs innerstad från sent 1700-tal. Det är byggnadsminne sedan den 19 april 1982.

## Historia

### Förhistoria under 1700-talet
En byggnad uppfördes 1783–85 på Otterhällan för den engelske konsuln och handelsmannen John Smith (1744-1813), som kommit till Göteborg redan 1767. Tillsammans med landsmannen David Low grundade han firman Low & Smith. Smith bodde själv inte i huset, utan handelsfirman använde källarvåningen som lager. John Smith köpte även en tomt vid Södra Hamngatan (4 R:108) där han år 1783 lät uppföra ett boningshus ritat av Carl Wilhelm Carlberg. Efter branden 1802 uppfördes där ett nytt hus, som även det ritades av Carlberg.
Det engelska konsulatets tjänstemän disponerade den övre våningen av huset på Otterhällan. Furir Isac Dahlund var första hyresgäst i bottenvåningen. Han köpte efter några år huset, vilket 1789 ärvdes av hans hustru Maria Osbeck. Trots sitt avskilda läge vid bergväggen klarade sig troligen inte huset i den förödande storbranden den 1 november 1804. Då förstördes 218 hus och 8 000 människor blev hemlösa. Maria Osbeck gifte om sig med arbetsinspektören Johan Thorin, som återfinns i tomtöreslängden 1800, men 1807 betecknas tomten 4.97 tillsammans med granntomten 4.98 som "Johan Thorins ödetomter".
Området har en kvartersindelning markerad först på Carl Wilhelm Carlbergs stadsplan från 1808. Otterhälleberget stupade brant ner mot älven och den nuvarande Stora Badhusgatan anlades som kajgata. På höjden bakom residenset låg tomterna nr 95, 96 och 97 med endast bakgårdar, vilka ägdes av amiralitetsfältskären Carl Henrici på 1770-talet. Göteborgs stads tomtöreslängder från 1783 visar, att tomten nummer 97 i Fjärde roten togs i bruk för John Smiths nybyggda hus.

### Nuvarande hus

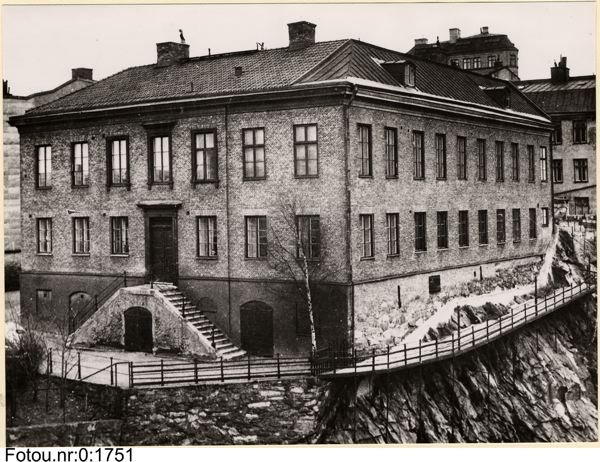
Ahlbergska huset, Skräddaregatan 1-3. Foto från 1954 i Göteborgs Handels- och Sjöfartstidning.
Bildsamlingen vid Göteborgs stadsmuseum.

Det nuvarande huset på Skräddaregatan 1-3 byggdes troligen någon gång mellan 1807 och 1816, men stor osäkerhet kring byggnadsåret råder. Ritningarna är troligen utförda av stadsarkitekten Carl Wilhelm Carlberg, då dessa i mycket bär hans signum. Genom ett tillbyggnadsförslag från 1908 hittades de tidigaste ritningarna över byggnaden. Göteborgs museum lät 1917 utföra noggranna uppmätningsritningar av huset. Stadshistoriker Maja Kjellin menade, att byggnaden uppvisar stora likheter med den stenhusbyggnad inom Gamlestadens fabrikers område, som tillskrivits Bengt Wilhelm Carlberg och som uppfördes omkring 1729, manbyggnaden på Ånäs landeri. Byggnaden visar på den östra fasaden samma typ av bottenvåning med källaringångar, samma trappanläggning, samma portalomfattning med mera.
Handelsbokhållare Georg Dahlund inlöste 1813 fastigheten 4.97 av sina medarvingar efter fadern Isac Dahlund. Han köpte senare även granntomten nr 98. Då kallades huset det Dahlundska. Med stora bokstäver står det inhugget i stenen över ingångsportalen "FIERDE ROTEN nr 97." År 1816 begärde Dahlund besiktning av de rum, som den dåvarande engelske vicekonsulen Henry Neuman hyrde av honom. Enligt besiktningsprotokollet bestod lägenheten av "blå rummet åt stads sidan, en gul tambur och en ljusröd tambur, ett förmak med tapeter av fransk sort, ett rum utanför den ljusröda tamburen, en sängkammare samt ett kök med kallkammare. Allt var mycket illa hanterat."
Då Georg Dahlund gick i konkurs 1821, ropade superkargören vid Svenska Ostindiska Companiet Jacob Olbers (1763-1830) in huset för 7 100 riksdaler. År 1832 sålde Olbers arvingar fastigheten till boktryckaren Charles Backman, som var fransk vicekonsul och gift med Mathilda de Serres, dotter till den franske konsuln i Göteborg. Därefter ägde vinhandlare Edvard Koch (1805–71)  huset under tidsperioden 1845–73. Han bodde aldrig där, då han även ägde det Kochska huset vid hörnet av Kyrkogatan 34 och Korsgatan 12, men använde källaren till lager för sina viner.
År 1873 köpte tullvaktmästare Johan Ahlberg (1831–1900) huset – adressen var då Norra Liden 1 - vilket 1903 övergick till änkefru Josefine Ahlberg, född Hallman. Flera inre ombyggnader gjordes under familjen Ahlbergs tid. Bland annat tillkom de nuvarande kakelugnarna, som är från slutet av 1800-talet. År 1887 ändrades källaren och 1908 gjordes en uppdelning till mindre lägenheter. Byggnaden utrustades 1931 med värmeledningsanläggning samt badrum och toaletter. Josefine Ahlberg behöll fastigheten fram till sin död 1964. Då blev istället dödsboet lagfaren ägare.
Husets båda våningar blev under 1900-talet uppdelade i smålägenheter och fyra av fönstren mot gården, som suttit i två långa korridorer, igenmurades. Från början bestod första våningen av tre förstugor, varav en med gipsat tak och golv av Gotlandsflisor, samt elva boningsrum och ett kök. Övre våningen innehöll en förstuga, två tamburer, elva rum och två kök.
Tomterna nr 97A och 97B med byggnader hade år 1899 ett taxeringsvärde av sammanlagt 156 000 kronor.

### Fasader, tak och vind
Ett gult, holländskt klinkertegel i litet format utgör ytterväggar. Som ytterskikt har dock brandmuren mot söder ett mindre gott, rött tegel. Denna mur var tidigare en gemensam brandmur till grannhuset, som senare revs. Den höga dubbeltrappan vid entréfasaden är uppmurad med tegelvalv och röd kalksten belägger plan- och sättstegen samt skoning. Ståndare av gjutjärn och handledare av smide är utförda på räcket. Mittrisalit utgör den symmetriska uppdelningen av fasaden. Profilerade träfoder finns i portens omfattning och i fönstren. Natursten utgör materialet i grund och socklar, senare beklädda med korrugerad och målad plåt. Till källaren leder två plåtbeslagna ytterportar av trä. En portinkörsel med trädörrar med diagonalställd och profilerad ytterklädsel finns i fasaden mot öster. Även den norra gårdsfasaden har en liknande dörr.
Taket har rödmålad, falsad takplåt mot väster som beläggning och på övriga takfall är det rött taktegel. Taklisten är kraftigt putsad. Skorstenarna är i gult fasadtegel. Plåt täcker några mindre takkupor.
Golvet på vinden är så kallad brandbotten, alltså belagt med tegel på flatsidan. Handbilat virke har använts till takstolar med åsar, hanbjälkar och intappade stödben.

### En ny stadsplan och huset blir byggnadsminne
I slutet av 1950-talet presenterades de första idéskisserna till en ny stadsplan för Otterhällan, där ny bebyggelse skulle tillåtas på tomten. Eftersom det var mot fru Ahlbergs vilja, så överklagande hon stadsplaneförslaget till byggnadsnämnden 1952. Denna tog hänsyn till hennes synpunkter då ärendet behandlades 1960, eftersom det var "...ett av C.W. Carlbergs få återstående verk i Göteborg". Till sin hjälp hade hon kommunalmannen Hans Hansson, som 1961 skrev till Riksantikvarieämbetet och begärde, att få huset förklarat som byggnadsminne.
Fastigheten köptes 1968 av Svenska Sällskapet för Räddning af Skeppsbrutne, som inrättade sina kontorslokaler i bottenvåningen. Övriga huset bestod av lägenheter. Sällskapet innehade fastigheten till 1995. Under den tiden restaurerades fasaden (1986).
Ahlbergska huset och dess gård kom att uppföras i förteckningen i det kommunala bevaringsprogrammet från år 1975, och blev byggnadsminne den 19 april 1982, med skydd enligt Kulturmiljölagen 3 kapitel Byggnadsminnen.

En plakett på husets kortsida har texten:
| ”                | "Skräddaregatan 1-3 - SLOTTET - uppfördes i början av 1800-talet. Fastigheten består av fyra längor runt en kringbyggd gård och den norra delen har sannolikt ritats av stadsarkitekt Carl Wilhelm Carlberg. Senare ägare var bl.a. superkargör Jacob Olbers vid Ostindiska kompaniet. Här fanns Sjöräddningssällskapet fram till 1995". | „ |
| – Plakett (2000) | |   |

### Beskrivning av huset

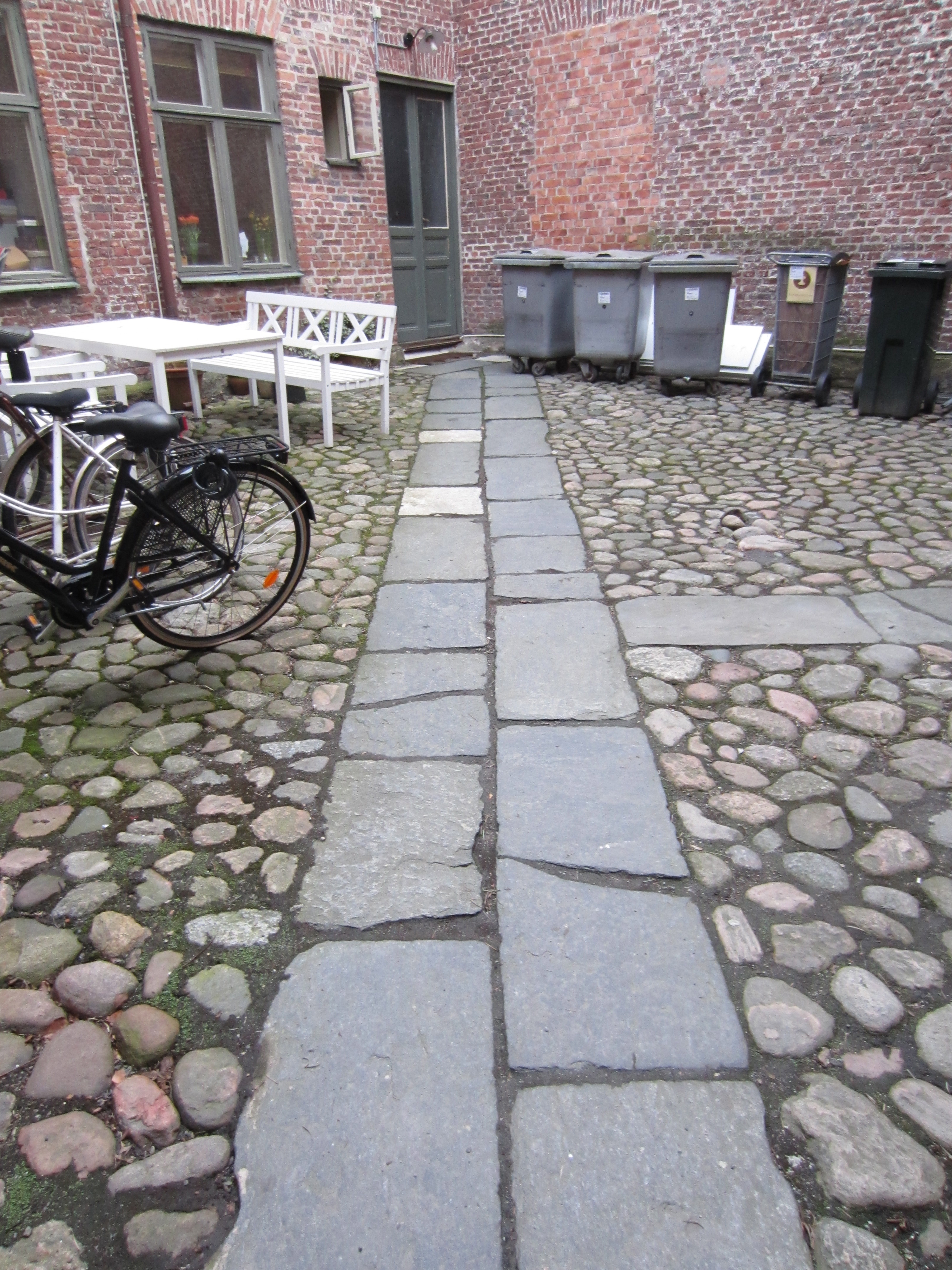
Ahlbergska husets innergård.

Huset är byggt i två fulla våningsplan i holländskt, gult klinkertegel i litet format och mäter cirka 25x20 meter. Under den halva av huset, som vetter mot norr finns en källare. Det har längor kring en fyrkantig och kringbyggd gård, som fortfarande är belagd med kullersten och har gångar av flata naturstenshällar. Entréfasaden mot norr har en hög dubbeltrappa, som är uppmurad med ett tegelvalv. På en blyertsskiss från 1840-talet av Leonard Björkfeldt syns tydligt, att yttertrappan var försedd med fyra trapplöp. De två portarna i ålderdomlig stil är klädda med räfflade diagonalställda bräder. Trapphus och rumsindelning är ursprungliga. År 1931 installerades värme, badrum och toaletter.
Exteriören är i stort oförändrad och har stora likheter med Partille herrgård, men även med Ånäs landeri.

### Husets ålder
Göteborgskännarna Sven Schånberg och Bertil Nyberg hävdar, att det nuvarande huset på sin höjd kan vara uppfört tidigast 1807, eftersom tomten 4.97 i "Götheborgs Tidningar" den 28 november 1804 anges som avbrunnen i storbranden den 1 november 1804. På en tomtkarta över Göteborg 1807 av Herman Hallberger framgår, att tomten detta år låg öde. Mer troligt var det Georg Dahlund, kanske tillsammans med John Smith, som byggde det nuvarande huset.
Riksantikvarieämbetet anger husets byggnadsår till "före 1808". Tidskriften Arkitektur nummer 8-2005 uppger 1785, vilket även Stadsbyggnadskontoret gör. Nuvarande fastighetsägare Svenska Hus i Göteborg AB anger husets byggnadsår till "K-märkt 1800-tals fastighet".

## Omgivningar
Åren 1830–1910 låg en rotunda, ett badhus vid Skeppsbron 1, nedanför branten av Otterhällan och nordväst om det Ahlbergska huset.